# Tariq Niazi
Tariq Niazi (Mianwali, 15 maart 1940 - Rawalpindi, 20 april 2008) was een Pakistaans hockeyer.
Niazi verloor in 1964 met zijn ploeggenoten de olympische finale van de aartsrivaal India. In 1968 won Niazi olympisch goud door in de finale Australië te verslaan.

## Erelijst
- 1962 –  Aziatische Spelen in Jakarta
- 1964 –  Olympische Spelen in Tokio
- 1966 –  Aziatische Spelen in Bangkok
- 1968 –  Olympische Spelen in Mexico-stad